# Єнс Юль
Єнс Юль (дан. Jens Juel; 12 травня 1745, Фюн — 27 грудня 1802, Копенгаген) — данський художник.

## Біографія
Народився на острові Фюн. Навчався в Гамбурзі. Закінчив Академію мистецтв в Копенгагені. У 1772—1780 роках жив і працював в Римі, Парижі та Женеві. У 1780 році повернувся на батьківщину. З 1784 року — професор Академії мистецтв у Копенгагені. Пізніше — її директор. Писав портрети, пейзажі, натюрморти. Автор ряду картин на історичні сюжети.
Був зображений на 100 кроновій купюрі 1972 року і на водяних знаках більшості купюр 1972 року.